# Menchet (Monat)
| S27 |

| S27 |

| Y1 · Z2 |

| Y1 · Z2 |

| Y5 · N35 | Aa1 · X1 |

| Y5 · N35 | Aa1 · X1 |

| N11 · Z1 · Z1 | SA · x · t |

| N11 · Z1 · Z1 | SA · x · t |

| N11 · N14 | N11 · Z1 · Z1 · N35 | SA · t · N33 |

| N11 · N14 | N11 · Z1 · Z1 · N35 | SA · t · N33 |

Menchet mnḫt, deutsch Kleidung bezeichnete im ägyptischen Mondkalender den zweiten Monat im Achet und damit auch den zweiten Monat im Jahr. Auch im Ebers-Kalender und im astronomischen Deckenbild im Grab des Senenmut folgt Menchet auf den Monat Techi.
Nach Richard A. Parker und anderen wurden Monate zunächst nach den wichtigsten Festen benannt, die in ihnen gefeiert wurden. Das galt dann offensichtlich auch für den Monat Menchet, dessen Name wohl dem Menchet-Fest entlehnt wurde, bevor dessen Termin im Verwaltungskalender fixiert wurde. An diesen waren alle „Feste der Zeitläufe“ gebunden, die nur einmal im Jahr gefeiert wurden.